# Mark Hoffman
El teniente detective Mark Hoffman es un personaje y antagonista secundario de la franquicia Saw. Es interpretado por el actor australiano Costas Mandylor. Si bien el personaje apareció por primera vez como un oficial de policía en Saw III, películas posteriores de la serie ampliaron su papel y lo revelaron como un aprendiz y, posteriormente, el sucesor de Jigsaw, como el nuevo Jigsaw. Sirve como antagonista secundario en Saw IV, y antagonista principal en Saw V, Saw VI y Saw 3D. Aparece en la escena poscréditos de Saw X, preparando una nueva trampa junto a Jigsaw.
Al igual que su mentor y socio, Hoffman diseña trampas mortales que, a los supervivientes, les dan motivos para apreciar sus vidas. A diferencia de su mentor, sin embargo, no siente ninguna emoción hacia sus víctimas y generalmente muestra una personalidad muy monótona. También le gusta hacer sufrir a sus víctimas y con frecuencia las coloca en trampas donde al menos una debe ser asesinada para que los demás escapen, y en ocasiones las ha colocado en trampas ineludibles.

## Biografía del personaje de ficción

### Saw III
Saw III muestra brevemente a Hoffman durante la investigación de la trampa de cadena de Troy. Se muestra que Hoffman está escuchando la conversación del oficial Daniel Rigg con la detective Allison Kerry sobre Jigsaw para continuar con su trabajo. Sin que los demás lo noten, Hoffman se guarda un fragmento de cadena de las consecuencias de la trampa y Kerry comenta por qué la policía tuvo que abrir la puerta para asegurar la escena del crimen. Es muy apático y simplista cuando habla con Rigg y Kerry. Rigg demuestra que esto le molestaba. Como se muestra en Saw IV, Amanda y Hoffman luego colocan a Kerry en una trampa que la mata a pesar de que hizo lo que le ordenaron, revelando que la trampa estaba preparada para ser ineludible.
Durante los flashbacks revelados en Saw VI, cuando comienzan a poner en práctica las pruebas finales de John Kramer, Hoffman y Amanda comienzan a pelear por el afecto y el legado de su mentor. Hoffman intenta ganarse el favor de John advirtiéndole contra la ahora asesina visión que Amanda tiene de su filosofía. En cambio, John elige permitir que el juego progrese. Hoffman, sabiendo que la prueba en realidad estaba destinada a Amanda, procede a sabotear la prueba cambiando la carta de John para Amanda por una suya propia: una carta que le informa que si no mata a Lynn Denlon, le contará a John lo que ella había hecho (ella fue la persona que envió a Cecil a robar drogas, lo que finalmente resultó en el aborto de Jill Tuck cuando Cecil la golpeó con la puerta). Amanda lo hace, pero es asesinada por el marido de Lynn, Jeff Denlon, quien luego procede a matar a John también.

### Saw IV
En la escena inicial de Saw IV, Hoffman es llamado a la morgue de la policía para escuchar una cinta de casete que se encuentra en el estómago de Jigsaw durante su autopsia. Más tarde se revela que los eventos de "Saw III" y "Saw IV" ocurrieron al mismo tiempo, por lo que esta escena en realidad ocurrió después de los eventos de esas dos películas.
Antes, Hoffman noquea a Rigg y hace parecer que el Detective Eric Matthews y él mismo han sido capturados por Jigsaw, y que Rigg debe salvarlos a ambos. Rigg completa una serie de pruebas que lo llevan a la guarida de Jigsaw y a la ubicación de la trampa de Hoffman y Eric. A pesar de las advertencias previas de no atravesar puertas no seguras, Rigg ingresa a la habitación de la trampa antes de que expire el cronómetro, causando la muerte de Eric y aparentemente también matando a Hoffman. Sin embargo, Hoffman se libera de sus ataduras, nunca habiendo estado en peligro, y se revela como cómplice de Jigsaw. Hoffman deja morir a Rigg y sale de la habitación. La escena de la morgue se repite con un mensaje más detallado para Hoffman indicando que el trabajo de Jigsaw no ha terminado y que Hoffman no quedará sin ser puesto a prueba.

### Saw V
Hoffman tiene un papel más importante en Saw V. Después de que el agente del FBI Peter Strahm ingresa a la habitación del enfermo de Jigsaw después de los eventos de Saw III y Saw IV, entra Hoffman, desde la escena de la prueba final de Rigg y encierra a Strahm. Strahm encuentra una puerta trasera oculta que conduce a un pasillo, donde un microcassette advierte que no continúe más. Ignorando este mensaje, Strahm avanza por el pasillo, donde Hoffman lo capturó y lo coloca en una trampa destinada a matarlo ahogado. Para desconcierto de Hoffman, Strahm escapa de su trampa y es llevado en una camilla, mientras que Hoffman se hace pasar por un héroe, atribuyéndose el mérito del rescate de Corbett Denlon y poner fin a los asesinatos de Jigsaw y es ascendido.
Después de enterarse de la muerte de la agente Pérez, Hoffman visita a Strahm en el hospital, este le dice que las últimas palabras de su compañera fueron "Detective Hoffman" y le pregunta del porque dijo su nombre antes de morir. Hoffman cambia el tema y le pregunta a Strahm cómo pudo salir del edificio. Luego de esto, Strahm decide investigar a Hoffman, sospechando de que él pudiera ser el aprendiz de Jigsaw.
Se revela que Hoffman fue quien preparó la trampa ineludible de Seth Baxter, en la que Seth fue atravesado por la hoja de un péndulo oscilante, en represalia por el asesinato de la hermana de Hoffman; Hoffman lo hizo parecer una trampa de Jigsaw. Posteriormente, Jigsaw secuestró a Hoffman, acusándolo de culpar a Jigsaw por algo que había hecho, y chantajeó a Hoffman para que se convirtiera en su aprendiz; Posteriormente ayudó a John a encontrar víctimas y organizó varios de los juegos que se ven en las tres primeras películas.
Strahm comienza a perseguir a Hoffman mientras se desarrolla una trampa para cinco personas tendida por este último. Hoffman presenta pruebas para incriminar a Strahm como el último aprendiz de Jigsaw. Este engaño finalmente lleva al superior de Strahm, el agente del FBI Dan Erickson, a publicar un boletín de todos los puntos para el arresto inmediato de Strahm por los asesinatos de Jigsaw.
Mientras tanto, Strahm sigue a Hoffman hasta un sótano oscuro con la esperanza de encontrarlo allí. Strahm, en cambio, encuentra una caja de cristal con una cinta de casete de Hoffman. La cinta dice que Strahm tendrá que confiar en él y meterse en la caja (llena de vidrios rotos) si quiere vivir. Strahm decide no hacer caso a la advertencia y, en cambio, arroja a Hoffman a la caja, luego de un forcejeo, la puerta se cierra y Strahm le exige a Hoffman la manera de abrirla. Strahm termina de reproducir la cinta donde Hoffman le explica que por ignorar su advertencia y no confiar en él, nunca se volvería a saber de él y su legado como aprendiz de Jigsaw pasaría a ser de Strahm. La caja desciende de manera segura a Hoffman al suelo mientras las paredes se cierran entre sí, aplastando a Strahm hasta la muerte. Hoffman queda como el héroe de los asesinatos de Jigsaw, y Strahm (el mundo en general todavía cree que está vivo) es considerado sospechoso como segundo aprendiz de Jigsaw.

### Saw VI
En Saw VI, Hoffman atrapa al presidente de una aseguradora de salud, William Easton, quien negó a un hombre reclamando ayuda médica, lo que provocó su muerte. Más tarde se revela que William había rechazado el reclamo de seguro de John Kramer en relación con su tratamiento contra el cáncer, y que esto es parte de un juego más amplio en el que Jigsaw quiere que Hoffman colabore con Jill. Disgustado, Hoffman visita a Jill y le dice que lo hará solo, exigiendo la información que le dieron sobre los objetivos de la trampa. Jill le da a Hoffman cinco sobres que John le había dado para el próximo juego.
Se revela que la agente del FBI Lindsey Pérez, que se cree que murió en Saw IV, está viva. Se da cuenta de que Hoffman es el verdadero aprendiz de Jigsaw, no Strahm. La evidencia clave es un análisis de laboratorio de audio (con Hoffman presente) de la cinta de la trampa de Seth Baxter, que resulta contener la voz disfrazada de Hoffman. Tras ser descubierto, Hoffman ataca a Erickson cortándole el cuello y echando café en el rostro a Pérez, para cegarla y usa a la técnica como escudo contra los disparos de Pérez, a quien apuñaló y exige de ella quién más sabe sobre él. Pérez dice: "Todos", antes de que Hoffman finalmente la mate. Luego prende fuego al laboratorio de audio para destruir la evidencia y acabar con las tres víctimas, plantando las huellas dactilares de Strahm por la habitación para alejar las sospechas de sí mismo.
El contenido de la carta de Amanda (como se ve en Saw III y Saw IV) se muestra en un flashback, que explica que Hoffman había descubierto que cuando Cecil robó la clínica de Jill en busca de drogas, no estaba actuando solo. Amanda, visiblemente pasando por abstinencias y desesperada por otra euforia, presionó a Cecil para que lo hiciera; sin darse cuenta, provocó que Jill abortara al hijo no nacido de John, Gideon. En la carta, Hoffman chantajeó a Amanda para que matara a Lynn, diciéndole que si no lo hacía, le revelaría a John su participación en el aborto espontáneo de Jill.
Una de las últimas solicitudes de John a Jill es que pruebe a Hoffman, de uno de los sobres que contiene la fotografía de Hoffman. Jill lo aturde, lo ata a una silla y lo coloca en una versión actualizada de la trampa para osos inversa, pero no le deja una llave para liberarse. Para escapar, Hoffman golpea su cabeza contra su mano izquierda, rompiéndola para poder sacarla de la correa. Intenta, sin éxito, abrir la cerradura con un destornillador y luego mete la cabeza por una ventana enrejada de la puerta; cuando se acaba el tiempo, el dispositivo se atasca en las barras y no logra abrirse por completo. Luego libera su cabeza, como resultado sufre una herida en la mejilla derecha pero sobrevive.

### Saw 3D
En Saw 3D, después de escapar de la trampa para osos inversa actualizada, Hoffman se va, se lleva suministros médicos y regresa a su escondite donde se cose la mejilla y se venda la mano. Jill se reúne con Matt Gibson, un detective de asuntos internos en la comisaría de Hoffman, y le dice que Hoffman ha estado involucrado como cómplice en casi cada asesinato de Jigsaw. La policía intenta allanar el área donde se encuentra Hoffman, pero se esconde en una bolsa para cadáveres y lo llevan a la oficina del forense. Después de escapar de allí, se lanza a matar en la comisaría. Luego encuentra a Jill y la coloca en la trampa para osos inversa original mientras está atada a una silla. Sin medios para que Jill escape, la trampa se abre y la mata. Mientras se escucha un noticiero que informa que Jill ha sido encontrada muerta y que las autoridades ahora buscan a Hoffman, Hoffman destruye su escondite y se prepara para huir de la ciudad, pero es atacado por tres personas con máscaras de cerdo. Se revela que uno de los hombres es el Dr. Lawrence Gordon, que sobrevivió a la amputación de su propio pie cauterizando su muñón con un tubo de vapor caliente; Más tarde, John lo cuidó hasta que recuperó la salud, quien posteriormente lo reclutó como aprendiz. Lawrence lleva a Hoffman al baño de la primera película, lo encadena por el tobillo a las tuberías y tira la sierra para metales que usó para cortarse el pie antes de que pueda hacer lo mismo. Lawrence luego apaga las luces, cerrando la puerta y se va abandonando a Hoffman.

### Saw X
Después de que John es engañado para un tratamiento falso contra el cáncer en algún momento entre los eventos de Saw y Saw II, le encarga a Hoffman obtener información sobre aquellos que lo engañaron. En una escena poscréditos, Hoffman está junto a Jigsaw en el baño de la primera película, ayudándolo en la prueba de Henry Kessler, quien atrajo a John al plan en primer lugar.

## Caracterización
Hoffman actúa exteriormente como un oficial de policía responsable y trabajador. Sin embargo, bajo el personaje de Jigsaw, es mucho más despiadado y muy apático hacia sus víctimas. Además, al igual que Amanda, a veces coloca a sus víctimas en trampas ineludibles, a diferencia de su predecesor, que desaprobaba matar a sus víctimas directamente. También muestra signos de necesitar tener el control de las situaciones y modificarlas para tener el control él mismo si no lo tiene. También se muestra en Saw V que Hoffman amaba a su hermana y se enojó cuando su asesino salió de prisión, colocándolo en una trampa ineludible para vengarse.
Sin embargo, "Saw V" y "Saw VI" mostraron hasta dónde llegará Hoffman para proteger su identidad. Cuando su identidad se ve amenazada, se vuelve mucho más brutal, dispuesto a romper cualquier regla y matar a quien sea necesario. Esto se demostró en "Saw V" y "Saw VI", cuando asesina a tres agentes del FBI y a un técnico de laboratorio (uno indirectamente, los demás a sangre fría) después de que se revela su identidad. En Saw 3D, Hoffman mata personalmente a seis empleados de la policía y a varios más indirectamente para matar a Jill Tuck.
Antes del lanzamiento de Saw VI, el actor Costas Mandylor declaró sobre su personaje: "Hoffman está dividido entre convertirse en un loco o en un tipo más sereno, viniendo de un lugar puro como Jigsaw. . Ese es el dilema de mi personaje: ¿se vuelve loco o sigue las reglas del jefe?" Costas también mencionó que, en comparación con Jigsaw y su moral, las asperezas de Hoffman realmente se muestran.